# Komu zvoni (roman)
Komu zvoni, v izvirniku For Whom the Bell Tolls, je zgodovinski in vojni roman iz 1940 ameriškega pisatelja Ernesta Hemingwaya. Govori o zgodbi prostovoljca Roberta Jordana, ki se v času španske državljanske vojne pridruži republikanski gverili.
Naslov knjige je vzet po verzu angleškega pesnika Johna Donna in v predgovoru ga Hemingway v celoti navaja (glej Komu zvoni). Roman je bil izdan kmalu po koncu vojne (1936–39), snov zanj pa je avtor jemal predvsem iz lastnih izkušenj, saj je v Španiji delal kot vojni poročevalec.

## Zgodba
Zgodba se dogaja na višku španske državljanske vojne, maja 1937. Američan Robert Jordan se kot miner pridruži mednarodnim brigadam ter se na strani republikancev bori proti nacionalistom.
V okviru republikanske ofenzive od ruskega generala Golza prejme zahtevno nalogo, da razstreli most, ki je pod nadzorom fašistov. Za sovražnikovo črto ga kmet Anselmo vodi do tabora, na poti pa spozna vodjo skupine gverilcev, Pabla. Ta njegove misije ne odobrava, ker misli, da je prenevarna. Tabor je nastanjen v jami, kjer Robert spozna ostale člane skupine. Zaljubi se v Mario, ki so jo falangisti obrili in zlorabili.
Pablova žena Pilar ga predstavi partizanskemu vodji druge skupine, El Sordu, s katerim Robert razpravlja o težavah pri razstrelitvi mostu. Ob vrnitvi v kamp se z Mario zbližata, zjutraj pa Robert opazi sovražnega konjenika, ki ga je prisiljen ustreliti. Gverilci ugotovijo, da so fašisti napadli El Sordovo skupino in Robert poveljstvu pošlje sporočilo, naj njegovo misijo in ofenzivo prekinejo. Toda general Golz sporočila ne prejme pravočasno in za prekinitev ofenzive je prepozno.
Ob zori Robert in Anselmo s pomočjo skupine podtakneta eksploziv in razstrelita most. Ob umikanju jih fašisti napadejo in izstrelek zadene Robertovega konja, ki ga pohodi in mu zlomi nogo. Robert ve, da bo moral umreti, zato se od Marie in ostalih poslovi. Pred smrtjo razmišlja o samomoru, a se odloči da bo zadržal fašiste do zadnjega trenutka.

## Sklic
1. ↑  Mitgang, Herbert (30. avgust 1988). »Hemingway On Spain: Unedited Reportage«. The New York Times Book Review. Hemingway later turned his experiences on the Loyalist side into the play "The Fifth Column" and the novel "For Whom the Bell Tolls"...

## Vir
- Hemingway, Ernest. Komu zvoni. Prevod: Janez Gradišnik. Ljubljana: Mladinska knjiga, 2005. (COBISS)